# Szőlőskert Zrt.
A Szőlőskert Borászati és Hűtőipari Zrt. 1999-ben alakult, a 2000-es évek második felében megszűnt pincészet volt Nagyrédén, 2002-ben az Év Pincészete díjat nyerte el a Magyar Bor Akadémiától.
Az 1959-ben alapított Szőlőskert Szövetkezet utódja. 1999-ben alakult át zártkörűen működő részvénytársasággá.
1000 hektár szőlőültetvényen gazdálkodott a Mátrai borvidéken, a borvidék legjelentősebb bortermelője volt. Évente 100 ezer hektoliter bort forgalmazott és ennek több, mint négyötödét Nyugat-Európában adta el.
Jellemző fajtái: Olaszrizling, Hárslevelű, Piros tramini, Muscat Ottonel, Chardonnay, Sauvignon, Cabernet Franc és Cabernet Sauvignon.
A Jász-Tész Kft. működteti a jövőben a felszámolás alá került nagyrédei volt Szőlőskert Zrt. hűtőházát és borászatát. *forrás Archiválva 2011. március 11-i dátummal a Wayback Machine-ben

## Külső hivatkozások
- Nagyrédei Szőlők Borforgalmazó Kft Honlapja
- Jász-Tész Kft, Nagyrédei Hűtőház Honlapja